# Бочарова Світлана Петрівна
Бочарова Світлана Петрівна (16 березня 1928, Харків — 5 вересня 2012, там же) — радянський, російський та український психолог, фахівець у галузі загальної, педагогічної та інженерної психології. Доктор психологічних наук, професор. Академік Балтійської педагогічної академії. Відмінник народної освіти України. В пам'ять про вченого засновані «Бочаровські читання».

## Біографія
Бочарова Світлана Петрівна народилася 16 березня 1928 року в Харкові в інтелігентній родині, батько — завідувач кафедри електротехніки в ХАДІ і ХІІТі, а мати — вчитель англійської мови. Вона була другою дитиною в сім'ї, перший був брат Юрій. З 1941 по 1944 рік перебувала в евакуації в Узбекистані, де в 1944 році в Ташкенті закінчила середню школу.
У 1949 році закінчила Харківський університет ім. М. Гіркого (філологічний факультет). З 1949 по 1950 рік викладала в 6-й середній школі Харкова.
У 1953 році закінчила аспірантуру Харківського державного педагогічного інституту ім. Р. Сковороди (кафедра психології). Її вчителями були: П.І. Зінченко, В.І.Аснін, К. О. Хоменко, О. М. Концева.
У 1954 році захистила кандидатську дисертацію за темою «Вивчення типологічних особливостей школярів в умовах навчальної роботи і в процесі гри». З 1954 по 1963 рік викладала на кафедрі педагогіки і психології Дніпропетровського державного університету. З 1963 по 1974 рік працювала доцентом в ХДУ ім. М. Горького на кафедрі психології.
З 1976 по 1979 рік завідувала кафедрою психології в ХДПІ. У 1977 році в ЛДУ захистила докторську дисертацію за темою «Пам'ять як процес переробки інформації». В 1979 році отримала вчене звання професора. З 1979 по 1982 рік працювала завідувачкою кафедри психології ХДУ ім. М. Горького.
Протягом двадцяти років (з 1963 по 1982 рік) брала участь у роботі чотирьох Міжнародних психологічних конгресів. У 1984 році організувала симпозіум «Мнемічні процеси» на VI з'їзді психологів СРСР. З 1983 по 1989 рік працювала професором на кафедрі психології в Харківському педагогічному інституті ім. Р. Сковороди. У 1989 році працювала в Українській інженерно-педагогічній академії. З 1989 по 2012 рік працювала завідувачкою кафедри психології Української інженерно-педагогічної академії. Вчені кафедри психології проводили держбюджетні наукові дослідження за темою «Формування психологічної культури студентів інженерно-педагогічних спеціальностей». З 1995 по 2005 рік працювала в Харківському національному університеті внутрішніх справ провідним науковим співробітником лабораторії соціальної та психологічної роботи.
Померла 5 вересня 2012 року в Харкові.

## Родина
- Брат — Юрій Петрович Бочаров (нар. 4 травня 1926) — радянський і російський архітектор, історик і теоретик містобудування, доктор архітектури, професор, дійсний член Російської академії архітектури і будівельних наук, Російської академії художньої критики, Української академії архітектури, член-кореспондент Міжнародної академії архітектури країн Сходу.

## Учні
Протягом 1975-2008 років підготувала сорок кандидатів психологічних наук і п'ять докторів психологічних наук. Серед учнів: Наталія Сергіївна Курченко, Юлія Олександрівна Білоцерківська, Юрій Іванович Блінов.

## Професійні членства
- Член Міжнародної ергономічної асоціації (1975-2008)[3];
- Член спеціалізованих рад (кандидатських і докторських; Ленінград, Київ, Харків; 1979-2008)[3];
- Член Центральної Ради Товариства психологів СРСР (1980-1989)[3].

## Публікації
Підготувала і видала 10 монографій і підручників, а також 200 статей і методичних посібників.

### Монографії
- Исследование памяти [Текст] : моногр. / под ред. Н. Н. Корж. — М. : Наука, 1990. — 216 с.
- Память в процессах обучения и профессиональной деятельности. — Тернополь : Астон, 1997. — 351 с. : ил.
- Психология управления. — Х. : Фортуна-пресс ; Симферополь : Реноме, 1998. — 464 с.
- Психология и память : Теория и практика для обучения и работы. — Х. : Гуманитар. центр, 2007. — 384 с. : ил.
- Психология памяти. — Институт Прикладной Психологии «Гуманитарный Центр», 2016. — 344 с. — ISBN 978-617-7022-78-6.

### Підручники та навчальні посібники
- Основы психологии управления : учеб. — Х.: Ун-т внутр. дел, 1999. — 528 с.
- Юридическая психология : учеб. для вузов / Нац. ун-т внутр. дел. — Х.: Изд-во Нац. ун-та внутр. дел, 2002. — 640 с.
- Юридическая психология : учеб. / Нац. ун-т внутр. дел. — Х.: Титул, 2006. — 750 с.
- Инженерная психология : учеб. пособие для вузов / под ред. Г. К. Середа. — К. : Вища шк., 1976. — 307 с.
- Система психолого-педагогической подготовки персонала АЭС : учеб. пособие для инструкторов персонала АЭС. — Энергодар, 1995. — 250 с. — (Для служебного пользования)
- Профессионализм и лидерство [Текст] : учеб. пособие — Х. : Титул, 2006. — 578 с.
- Психология управления [Текст] : учеб. пособие. — Х. : Титул, 2007. — 532 с.

### Навчально-методичні видання
- Методические указания к общему курсу психологии по теме «Приемы памяти» для студентов биологического факультета / Харьк. гос. ун-т им. А. М. Горького. — Х. : ХГУ, 1982. — 51 с. : ил.
- Методические указания по проведению педагогической практики студентов психологического отделения [Текст]. — Х. : Изд-во ХГУ, 1982. — 26 с.
- Проблемы памяти : метод. пособие к общему курсу психологии для студ. биол. ф-та ХГУ. — Х. : Изд-во ХГУ, 1982. — 50 с.
- Психология : метод. указания к выполнению контр. заданий для заочников инженер.-пед. спец. / Харьк. инженер.-пед. ин-т. — Х. : [б. и.], 1990. — 47 с.
- Учебно-методические материалы по экспериментальной психологии для студентов III курса. Раздел «Классические методы исследования памяти». — Х. : Изд-во ХГУ, 1990. — 29 с.
- Методические указания к выполнению контрольных заданий (для заоч. формы обучения) / Харьк. инженер.-пед. ин-т. — Х. : ХИПИ, 1991. — 30 с.
- Методы практической психологии : Социометрический метод определения межличностных отношений в структуре групп учащихся : метод указания к заданию по психологии на второй пед. практике для инженер.-пед. спец. / Харьк. инженер.-пед. ин-т. — Х. : ХИПИ, 1992. — 13 с.
- Общая психология : Развитие навыков педагогического общения : метод. указания к лаборатор. работам для инженер.-пед. спец. / Харьк. инженер.-пед ин-т. — Х. : ХИПИ, 1992. — 16 с.
- Общая психология : Самосознание и самооценка личности : метод. указания к лаборатор. работам для инженер.-пед. спец. — Харьк. инженер.-пед ин-т. — Х. : ХИПИ, 1992. — 19 с.
- Методы практической психологии : Социометрический метод определения статуса личности учащихся в группе : метод указания к заданию по психологии на первой пед. практике для инженер.-пед. спец. / Харьк. инженер.-пед. ин-т. — Х. : ХИПИ, 1993. — 16 с.
- Методические указания по выполнению курсовых работ для студентов 2 курса / Укр. инженер.-пед. акад. — Х. : УИПА, 1995. — 15 с.
- Психодиагностический комплекс методик для отбора и лонгитюдного контроля профессиональной подготовки студентов : учеб.-метод. пособие. — Х. : УИПА, 1995. — 400 с.
- Психология : метод. указания по выполнению курсовой работы для инженер.-пед. спец. / Укр. инженер.-пед. акад. — Х. : [б. и.], 1995. — 14 с.

## Пам'ять

### Бочаровські читання
У Харківському національному університеті внутрішніх справ була створена науково-практична конференція «Бочаровськи читання». Конференція (крім перших двох) проходить кожні два роки:
- Бочаровські читання: I науково-практична конференція — 29 березня 2013 року[9][10]
- Бочаровські читання: II науково-практична конференція — 28 лютого 2014 року[11]
- Бочаровські читання: ІІІ науково-практична конференція — 18 березня 2016 року[12], а за матеріалами роботи конференції видано збірник наукових статей [Архівовано 23 листопада 2018 у Wayback Machine.][13]
- Бочаровські читання: IV науково-практична конференція — 13 квітня 2018 року[14].